# Лукашевич, Ежи
Ежи Лукашевич (пол. Jerzy Łukaszewicz; 24 сентября 1931, Варшава — 18 июля 1983, Варшава) — польский коммунистический политик и государственный деятель ПНР, секретарь ЦК ПОРП, в 1980 — член Политбюро. Руководил партийной системой пропаганды, принадлежал к окружению Эдварда Герека. Был интернирован при военном положении в 1981—1982.

## Партийная карьера
С юности был активистом молодёжных организаций, связанных с правящей коммунистической ПОРП. В 1949 вступил в ПОРП. Окончил Высшую школу общественных наук при ЦК ПОРП. С 1961 занимал различные должности в партийном аппарате. Продвигался в основном по линии идеологии и пропаганды.
В 1961—1964 Ежи Лукашевич — заведующий отделом пропаганды Варшавского комитета ПОРП. В 1964—1969 — секретарь комитета ПОРП варшавской дзельницы Воля. В 1968 кооптирован в состав ЦК ПОРП. С 1969 по 1972 — секретарь Варшавского комитета по оргвопросам.
В декабре 1971 Ежи Лукашевич был назначен секретарём ЦК ПОРП по пропаганде и агитации. Занимал этот пост до августа 1980. С января 1972 по май 1975 одновременно являлся заведующим отделом пропаганды и печати ЦК.

## Куратор пропаганды
Ежи Лукашевич являлся одной из ключевых фигур партийного руководства при правлении Эдварда Герека. Будучи куратором польских официальных СМИ, на съезде Союза журналистов в декабре 1974 Лукашевич требовал «укреплять чувство гордости и удовлетворения, пропагандировать ценности социалистического строя». Его концепция предполагала максимум «позитива» в информационной политике. Впоследствии это характеризовалось как «парадный стиль, трескучие восхваления».
Главными социальными достоинствами определялись профессионализм, компетентность и образованность. Именно в таком контексте подавались образы партийно-государственных руководителей, прежде всего первого секретаря Герека. Подспудно проводилась мысль о соответствии культурной жизни ПНР — несмотря на «социалистические основы» — стандартам западных стран. СМИ ориентировали население на «добросовестный труд как залог личного успеха» при безусловной лояльности властям.
Во время рабочих протестов 1976 руководимая Лукашевичем система пропаганды, прежде всего Трибуна люду, сначала пыталась замалчивать забастовочное движение и расправы ЗОМО с протестующими, затем создавала картину «единства партии и рабочего класса», нарушаемого «отдельными хулиганскими элементами». Такая информационная политика способствовала резкому падению доверия к официальным СМИ.
С 1972 по 1980 Ежи Лукашевич являлся депутатом сейма ПНР. Входил в депутатский клуб ПОРП.

## Отставка, изоляция, кончина
В феврале 1980 Ежи Лукашевич вошёл в состав высшего партийно-государственного руководства — Политбюро ЦК ПОРП. Но уже в августе — на фоне глубокого социально-политического кризиса и массовых протестов — Лукашевич был отстранён с руководящих партийных постов. Новые руководители во главе со Станиславом Каней и Войцехом Ярузельским возложили на Лукашевича долю ответственности за «негативные явления». Отодвинутый от политического процесса, в конфронтации ПОРП с движением Солидарность Лукашевич участия не принимал. Решением IX съезда ПОРП в июле 1981 Ежи Лукашевич был исключён из партии.
13 декабря 1981, при введении военного положения, Ежи Лукашевич был интернирован в составе группы из 37 бывших руководителей. В официальном заявлении он был назван четвёртым — после Герека, Ярошевича и Грудзеня — среди «несущих ответственность за кризис».
В конце 1982 Лукашевич был освобождён. Жил частной жизнью, к политике отношения не имел, публично не выступал. Скоропостижно скончался в возрасте 51 года (по стечению обстоятельств это произошло незадолго до отмены военного положения). Похоронен на кладбище Воинские Повонзки.